# Ángel Herrera
Ángel Herrera Vera (Guantánamo, 2 agosto 1957) è un ex pugile cubano.

## Carriera
Ha vinto due medaglie olimpiche nel pugilato, entrambe d'oro. In particolare ha conquistato l'oro alle Olimpiadi di Montreal 1976 nella categoria pesi piuma e anche alle Olimpiadi di Mosca 1980 nella categoria pesi leggeri.
Inoltre ha conquistato due medaglie d'oro (1978 e 1982) ai campionati mondiali di pugilato dilettanti e una medaglia d'argento (1983) ai giochi panamericani, in diverse categorie. Ai mondiali del 1982 ha battuto in finale lo statunitense Pernell Whitaker, considerato uno dei più forti pugili di tutti i tempi.